# Forest Gate
Forest Gate è un quartiere della periferia est di Londra (Inghilterra), parte del borgo di Newham.

Situato a circa 11 chilometri a est di Charing Cross, lungo la strada che collega, fin dall'epoca romana, Londra con Colchester, Forest Gate ha fatto parte del borgo conteale di West Ham, nell'Essex, sin dalla sua creazione, nel 1886, finché, nel 1965, è stato aggregato alla Grande Londra e il territorio che comprendeva è diventato parte del borgo di Newham.
La parte più settentrionale di Green Street, la celebre che ospita lo stadio del West Ham F.C., attraversa il quartiere.
Questa strada, proprio nella sezione che attraversa il quartiere, veniva chiamata Gypsy's Lane per l'alto numero di gitani che frequentavano la zona. Questo soprannome è andato perso a seguito dell'inizio dello sviluppo edilizio anche in zona.

## Storia
Il nome di Forest Gate deriva dal cancello che, partendo da Epping e arrivando all'antica strada romana che collegava Londinium con Camulodunum (oggi Colchester), recintava la foresta di Epping.
La zona ha perso questo patrimonio boschivo con lo sviluppo residenziale del quartiere: rispetto al passato, poche parti della foresta rimangono intatte, tra le quali la landa di Wanstead Flats, nelle vicinanze di Forest Gate.

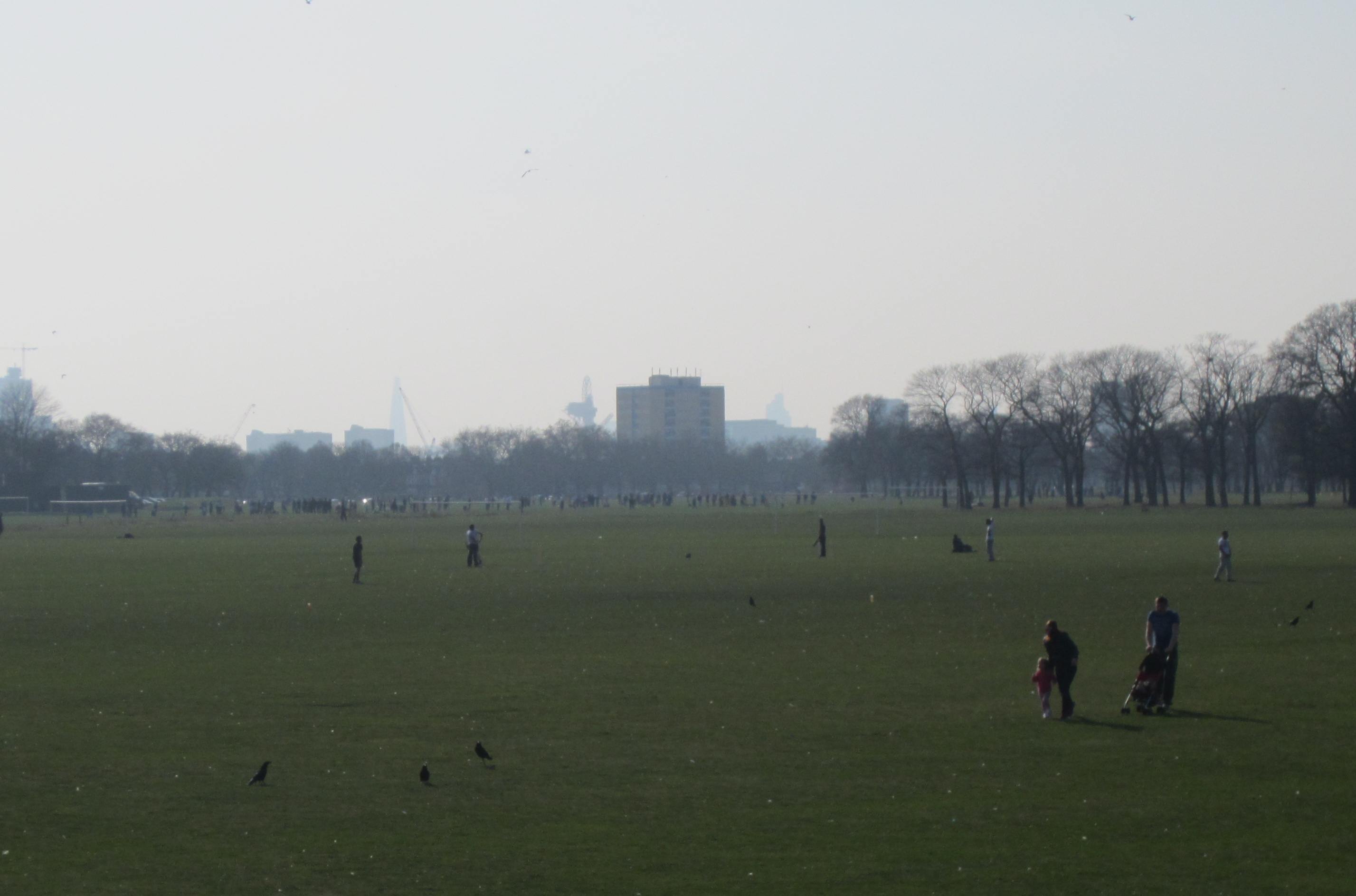
Wanstead Flats

Il cancello di Forest Gate conduceva all'interno della foresta. Questo era stato eretto per evitare che le mandrie di bovini si allontanassero dalla foresta e si disperdessero sulla High Road.
Questo cancello, che non è mai stato a pedaggio, fu demolito nel 1881, insieme alla casa dei custodi.
L'area rimase prevalentemente rurale fino al XIX secolo.
Dal XVIII secolo l'area fu iniziata ad essere popolata da cittadini abbienti; la maggior parte di essi erano famiglie di quaccheri.
Nel 1890, un incendio alla Forest Gate Industrial School, una scuola del quartiere, uccise 26 bambini con un'età compresa tra i 7 e i 12 anni.
Newham ha la seconda più alta percentuale di musulmani nel Regno Unito (24,3% degli abitanti).
Gli abitanti di Forest Gate rispecchiano questa percentuale: secondo il censimento del 2001, nel quartiere il 23,4% della popolazione è musulmana.
La maggior parte dei praticanti di questa religione hanno origini pakistane e seguono il pensiero del salafismo o di Deobandi.

### Blitz di Forest Gate
Il 2 giugno del 2006, nel quartiere sono stati arrestati Mohammed Abdul Kahar e Abdul Koyair, due fratelli che secondo l'intelligence britannico erano in possesso di armi chimiche.
Durante il blitz uno dei due uomini, Kahar, fu raggiunto da un proiettile alla spalla (o al petto: secondo la testimonianza del ferito, infatti, egli diceva di perdere sangue dal petto) e dunque fu trasportato d'urgenza al Royal London Hospital.
Voci iniziali dicevano che l'uomo fosse stato sparato dal fratello; le smentite arrivarono dalla polizia, che ammise di aver accidentalmente aperto il fuoco su ordine dell'ufficiale che guidava l'operazione.
Per diversi giorni, durante le indagini, le strade circostanti furono chiuse al pubblico e fu imposto un divieto di volo al di sotto dei 760 metri nell'area.
Non furono trovate le armi chimiche che gli arrestati erano tacciati di avere, e i due fratelli furono rilasciati la sera del 9 giugno.
Dopo che Mohammed Abdul Kahar e Abdul Koyair ebbero una conferenza stampa, il 13 di giugno, la metropolitan police si scusò per l'"inconveniente".
Un vicino che risiedeva in una casa in affitto dal padre dei due fratelli, ma non imparentato con questi, ha subito anch'egli un'irruzione in casa, in condizioni descritte dal suo legale come "senza regole come nel far west".
Obbligata dalla "legislazione per la libertà d'informazione" (Freedom of Information Act 2000), la polizia ha dovuto rivelare il costo di questa operazione, denominata Operation Volga. 864300 £ di pagamento degli straordinari dei poliziotti partecipanti all'operazione, 90000 £ spesi su conti di hotel e 120000 £ per riparare i danni causati alle abitazioni dalla polizia, per un totale di 2 211 600 sterline.

## Aree residenziali

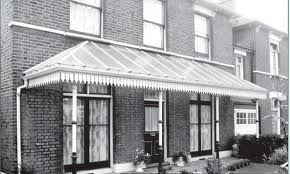
Un'abitazione tipica del Woodgrange Estate

La Woodgrange Estate Conservation Area è un'area residenziale formata prevalentemente da villette a schiera in stile vittoriano, costruite tra il 1887 e il 1892 dal costruttore Thomas Corbett. Questo costruttore, approfittando dei collegamenti forniti grazie alla prima linea ferroviaria dell'Essex, acquistò il terreno con associata la Woodgrange Farm nel 1877, quando ancora l'area era solamente una zona agricola i cui prodotti venivano venduti a Londra.
I condomini popolari che si trovano nella parte più orientale di quest'area, nei pressi della linea Gospeal Oak-Barking sono stati costruiti a seguito della seconda guerra mondiale, a sostituzione di alcune case che erano andate distrutte a seguito dei bombardamenti.

## Infrastrutture e trasporti
- TfL Rail: stazione di Forest Gate

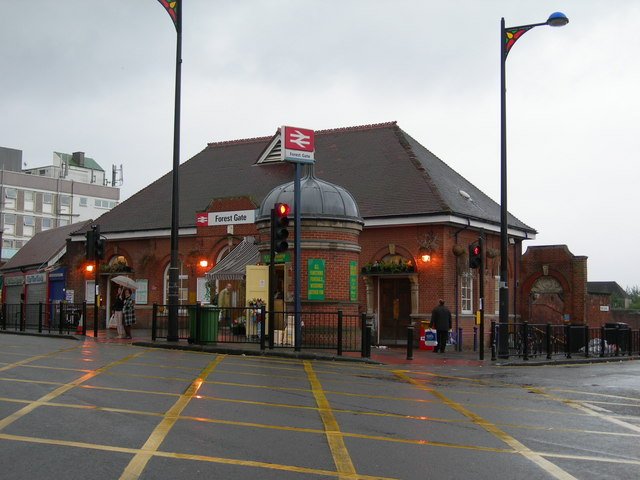
Stazione di Forest Gate

- London Overground: stazioni di Woodgrange Park e di Wanstead Park

Il quartiere di Forest Gate è attraversato dal percorso dell'antica strada che da Londra portava a Colchester.
Il quartiere è servito dalla stazione di Forest Gate, che si trova lungo la ferrovia Great Eastern Main Line (Londra Liverpool Street - Norwich), nella Travelcard Zone 3. La stazione, servita dai servizi di TfL Rail, verrà trasformata in una stazione della futura linea Crossrail. Altre stazioni situate nel quartiere sono la stazione di Wanstead Park e la stazione di Woodgrange Park, situata al confine con il contiguo quartiere di Manor Park. Queste stazioni si trovano lungo la linea della Overground che collega Gospel Oak a Barking.

Forest Gate non è servito da alcuna linea della metropolitana ma sud del quartiere si trova la stazione di Upton Park, che è una fermata della linea District e della linea Hammersmith & City.
Varie linee di autobus collegano Forest Gate con i quartieri limitrofi e con il centro di Londra.